# Colonização de Angola
Não existe consenso relativamente à periodização da história angolana devido às grandes discrepâncias no desenrolar de eventos de várias partes do país. Não obstante, pode-se convencionalmente admitir que a colonização portuguesa de Angola começa em 1575, ano em que Paulo Dias de Novais estabelece uma colónia em Luanda.

## A Colónia de Paulo Dias de Novais
Em 1571, o português Paulo Dias de Novais obteve uma doação que lhe permitiu colonizar o que hoje é Angola, tendo chegado a Luanda, em 1575, com quatrocentos soldados. Ao saber da chegada do representante português, Ngola Kilombo Kia Kasenda, do Reino do Dongo, mandou-lhe um mogunge (embaixador) para o receber, acompanhado de várias oferendas, incluindo escravos e gado. Dias de Novais agradeceu as boas vindas e, passado três dias, o embaixador regressou a casa com ricos presentes.
Dias de Novais e o Ngola fomentaram uma grande relação, o que não agradava muitos portugueses e africanos. Por um lado, os portugueses criticavam a postura de Dias de Novais, que atrasava a conversão e assimilação dos locais; por outro, no Congo, Álvaro I temia a aproximação dos portugueses com o Ngola, tendo inclusive oferecendo um exército para apoiar os portugueses contra o Dongo em 1577, uma oferta que Dias de Novais recusou. Porém, estas boas relações terão terminado em 1579, quando Francisco Barbuda d'Aguiar, um português com mais de 25 anos de residência na África Central, contou ao Ngola que Paulo Dias planeava conquistar e submeter o Dongo. O
Ngola decidiu então exterminar os portugueses na sua capital de Cabaça e enviou depois o seu exército para atacar o forte de de Nzele, onde se encontrava Dias de Novais, dando-se início às Guerras Angolanas.
Em 1580, Filipe II de Espanha e I de Portugal assumiu a Coroa portuguesa. Paulo Dias prestou-lhe homenagem em 1582 e solicitou auxílio para continuar a conquista, que já se revelava demasiadamente dispendiosa, mesmo com o apoio do Congo. Nesta altura, a Companhia de Jesus teve um papel fulcral no apoio à guerra, ao sustentar o mito das minas de prata de Cambambe junto à coroa de Filipe II, notoriamente interessado na busca por metais preciosos. Os portugueses rapidamente descobriram que as armas de fogo tinham pouca vantagem contra os enormes exércitos de arqueiros, que recarregavam muito mais rápido, e tomavam partido do alvo fácil que era um exército formado ao estilo europeu. Começaram então a adotar uma tática de guerrilha e progressivamente mais terrorista. Isto é evidente, por exemplo, em 1583, quando os portugueses terão cortado mais de 6 centenas de narizes e enviado-os para a costa como troféus. Nesse mesmo ano, foi construído o Forte de Massangano na confluência dos rios Kwanza e Lucala, o que permitia monitorizar a navegação nos dois grandes cursos de água da região.
A morte de Paulo Dias de Novais, em 1589, levou ao final da “Capitania e Governança de Angola”, tornando-se a Metrópole a exclusiva orientadora da colonização angolana.

## Capitania-Geral do Reino de Angola

### União Ibérica
Em 1604, a crescente hostilidade dos portugueses levou o rei do Congo Álvaro II a enviar António Manuel como embaixador a Roma a denunciar a atitude bélica e evangélica dos portugueses. Depois de uma viagem atribulada, chegou finalmente à Santa Sé em 1608, mas morreu antes de conseguir fazer quaisquer negociações.
Entretanto, sob o comando de Manuel Cerveira Pereira, os portugueses tinham finalmente chegado a Cambambe, onde ergueram uma fortaleza, mas não encontraram nem minas nem vestígios de prata. Cerveira Pereira é então enviado pelo rei ao Reino de Benguela para expandir o lucrativo comércio, lançando uma violenta campanha contra Kakulu Ka Hango com ajuda dos Jagas-Imbangala. Em 1617, Cerveira Pereira funda Benguela-a-Nova, a atual cidade de Benguela.
É também em 1617 que Luís Mendes de Vasconcelos assumiu o governo de Angola com o objetivo de regulamentar o tráfico negreiro e reverter para a Coroa os impostos de exportação. Alia-se de novo aos Jagas-Imbangala e lança uma investida ao Reino do Dongo, saqueando a capital Cabaça e aprisionando muitas pessoas como escravas. Derrotado, o Ngola fugiu para as ilhas de Kindonga no rio Kwanza, deixando a sua mãe e mulheres na mão dos portugueses. Mendes de Vasconcelos aproveitou então o exílio do Ngola para tentar instituir um governante fantoche no trono do Dongo, mas não foi bem sucedido. Dos três bandos Jagas que apoiaram os portugueses, dois rebelaram-se logo após a invasão do Dongo, devido à fome e maus tratos, e foram prontamente derrotados; o terceiro, liderado por Cassange, fixou-se nas proximidades de Ambaca, ficando suficientemente longe para evitar a interferência dos portugueses e perto o suficiente para ter facilidade em negociar quando necessário. Posteriormente, na década de 1630, o bando dirigir-se-ia à região atualmente conhecida como Baixa de Cassange, onde viria a fundar o estado de Cassange, que se tornaria um dos mais importantes centros comerciais da África Central.
Luís Vasconcelos tinha, no entanto, sido substituído em 1621 por João Correia de Sousa, que se deparou com a situação deplorável em que se tinha tornado Angola.

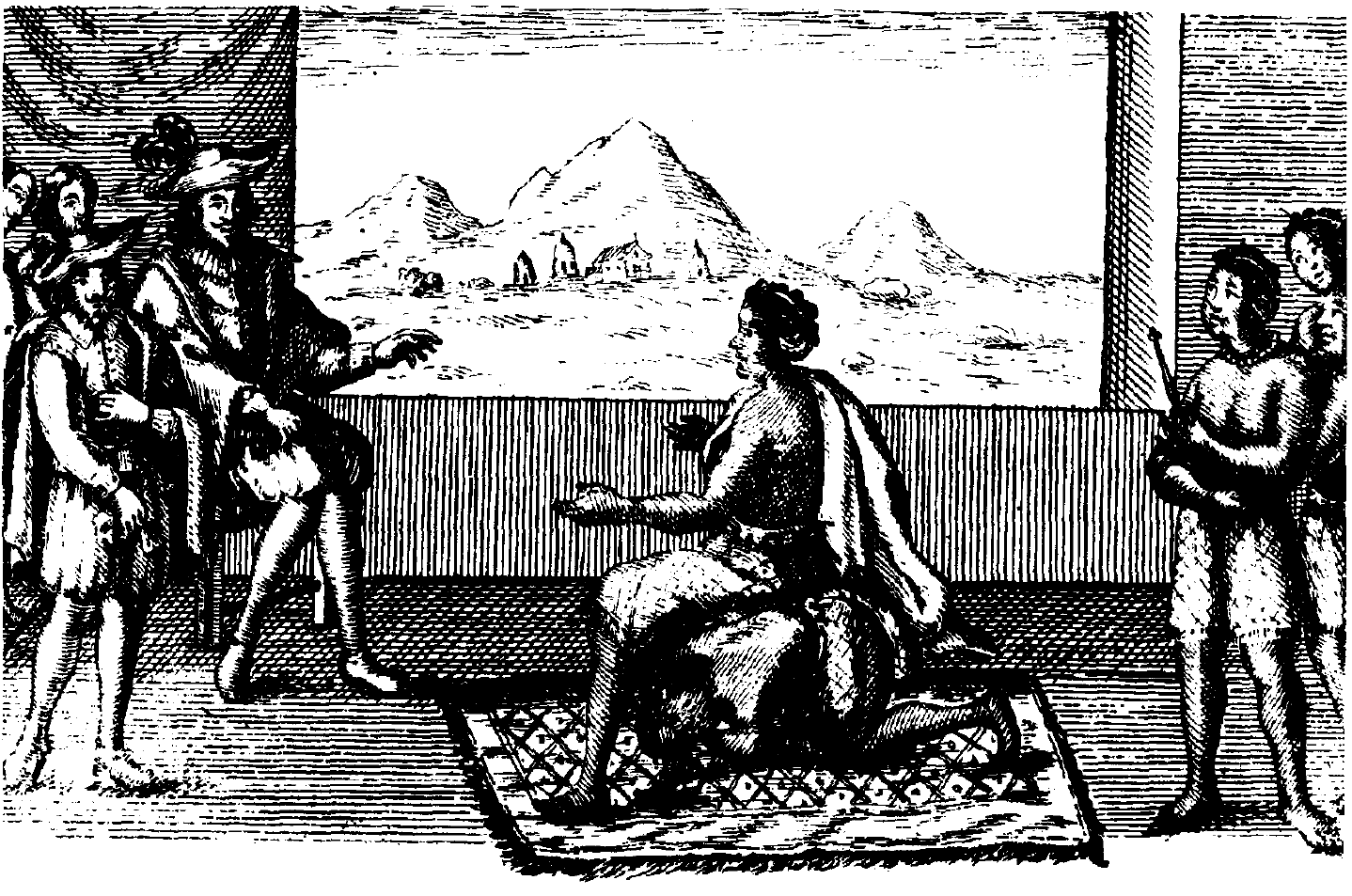
Nzinga em negociações de paz com o governador português em Luanda

A principal preocupação de Correia de Sousa foi a presença do Jaga Cassange no centro do reino do Dongo, pelo que procurou o Ngola e, usando as más políticas do seu antecessor como desculpa, pediu tréguas para combater um inimigo comum. Para acertar a paz com os portugueses, a irmã mais velha do Ngola, Nzinga Mbandi, terá sido enviada a Luanda como sua embaixadora em 1622. Depois de algumas semanas, Nzinga voltou a Cabaça com uma promessa de paz e amizade entre o Dongo e Portugal, como duas nações soberanas e livres.
Por outro lado, a relação com o Congo nunca tinha estado pior, e Correia de Sousa governador português decidiu atacar. No entanto, a elite Congo e o seu novo rei Pedro II conseguiram derrotar os assaltantes em 1623 e, posteriormente, Pedro II enviou cartas ao Papa e ao rei de Espanha, declarando que o governador português não tinha o direito de invadir o seu reino, uma terra cristã. Exigiu, por isso, a devolução dos prisioneiros. O Papa concordou e mais de 1000 prisioneiros regressaram do Brasil para o Congo.
O reino do Congo formou então uma aliança com os Países Baixos através da Companhia Holandesa das Índias Ocidentais, que concordou em atacar os portugueses numa ofensiva conjunta em 1624. No entanto, depois da morte de Pedro II nesse ano, o seu filho e sucessor Garcia I renunciou ao ataque, mantendo-se, no entanto, as relações com os holandeses. Já o Dongo, que tinha perdido o seu rei e a sua aliança com os portugueses, passou a ser governado por Nzinga, que se auto intitulou "senhora de Angola". Assim, em 1625, Nzinga constituiu uma coligação dos estados da Matamba e Dongo, Congo, Cassange, Dembos e Kisama, para combater os portugueses.
Finalmente, em 1639, Nzinga conseguiu paz com Portugal. Ao mesmo tempo, Portugal estabeleceu relações diplomáticas com o Reino de Cassange, e com a região de Imbangala que ocupava o vale do rio Cuango a sul dos domínios de Nzinga em Matamba.[carece de fontes?]

### Ocupação holandesa
Já em 1641, com o apoio das forças holandesas, o Congo lança a sua investida a Luanda, obrigando os portugueses a retirarem-se para o seu forte de Massangano, a mais de 100 km de Luanda.